# Ian Roberts (lekkoatleta)
Ian Andre Roberts (ur. 18 grudnia 1973) - były olimpijski sportowiec z Gujany, mówca, pedagog.
Roberts ukończył studia licencjackie w Coppin State University w Baltimore w stanie Maryland i studia magisterskie na St. Johns University w dzielnicy Queens w Nowym Jorku. Obronił pracę podyplomową na Uniwersytecie Harvarda.

## Kariera sportowa
Jako biegacz średniodystansowy z Gujany Ian specjalizował się w biegu na 800 metrów.  Brał udział w Letnich Igrzyskach Olimpijskich 2000 w Sydney w Australii. Zdobył swój pierwszy międzynarodowy medal wygrywając Mistrzostwa Ameryki Środkowej i Karaibów w Lekkoatletyce w 1999 roku w Bridgetown na Barbadosie. Brał udział w Środkowowschodniej Konferencji Lekkoatletycznej, gdzie zdobył kilka tytułów. Zajął szóste miejsce na 800 m na mistrzostwach NCAA.
Startował również na arenie międzynarodowej. Brał udział w Mistrzostwach Świata w 1999 r. w Maebashi w Japonii, Mistrzostwach Świata w 1999 r. w Sewilli w Hiszpanii oraz Igrzyskach Panamerykańskich w 1999 roku w Winnipeg w Kanadzie